# Katari riál
A riál Katar hivatalos pénzneme.

## Bankjegyek
Az ötödik sorozatot 2020-ban bocsátották ki.
| 1 riál   | zöld és sárga  | Katar zászlaja; Dreama virág; Katari történelmi kapu | Hagyományos dhow hajó és az Osztriga és Gyöngy-emlékmű                                          |
| 5 riál   | barna és sárga | Katar zászlaja; Dreama virág; Katari történelmi kapu | sivatagi fauna (arab lovak, tevék)                                                              |
| 10 riál  | kék            | Katar zászlaja; Dreama virág; Katari történelmi kapu | Lusail Stadion, Torch-torony, Szidra Oktatóközpont                                              |
| 50 riál  | vörös          | Katar zászlaja; Dreama virág; Katari történelmi kapu | Katari Központi Bank épülete és a Pénzügyminisztérium épülete                                   |
| 100 riál | világoskék     | Katar zászlaja; Dreama virág; Katari történelmi kapu | Abu Al Qubaib-mecset                                                                            |
| 200 riál | sárga          | Katar zászlaja; Dreama virág; Katari történelmi kapu | Abdullah bin Jassim Al Thani sejk palotája, Katari Nemzeti Múzeum és az Iszlám Művészeti Múzeum |
| 500 riál | ibolya         | Katar zászlaja; Dreama virág; Katari történelmi kapu | Ras Laffan LNG-finomító és LNG szállítóhajó                                                     |